# Terza minore

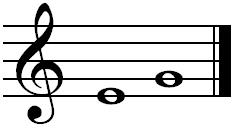
Terza minore Mi - Sol

L'intervallo di terza minore è l'intervallo esistente fra due note che consiste in 3 semitoni, ovvero in un tono e mezzo. Per esempio, la terza minore del Mi è il Sol.
Due note che distano fra loro una terza minore suonate insieme, cioè in un bicordo armonico, hanno una consonanza imperfetta.